# U-Bahnhof Graf-Adolf-Platz

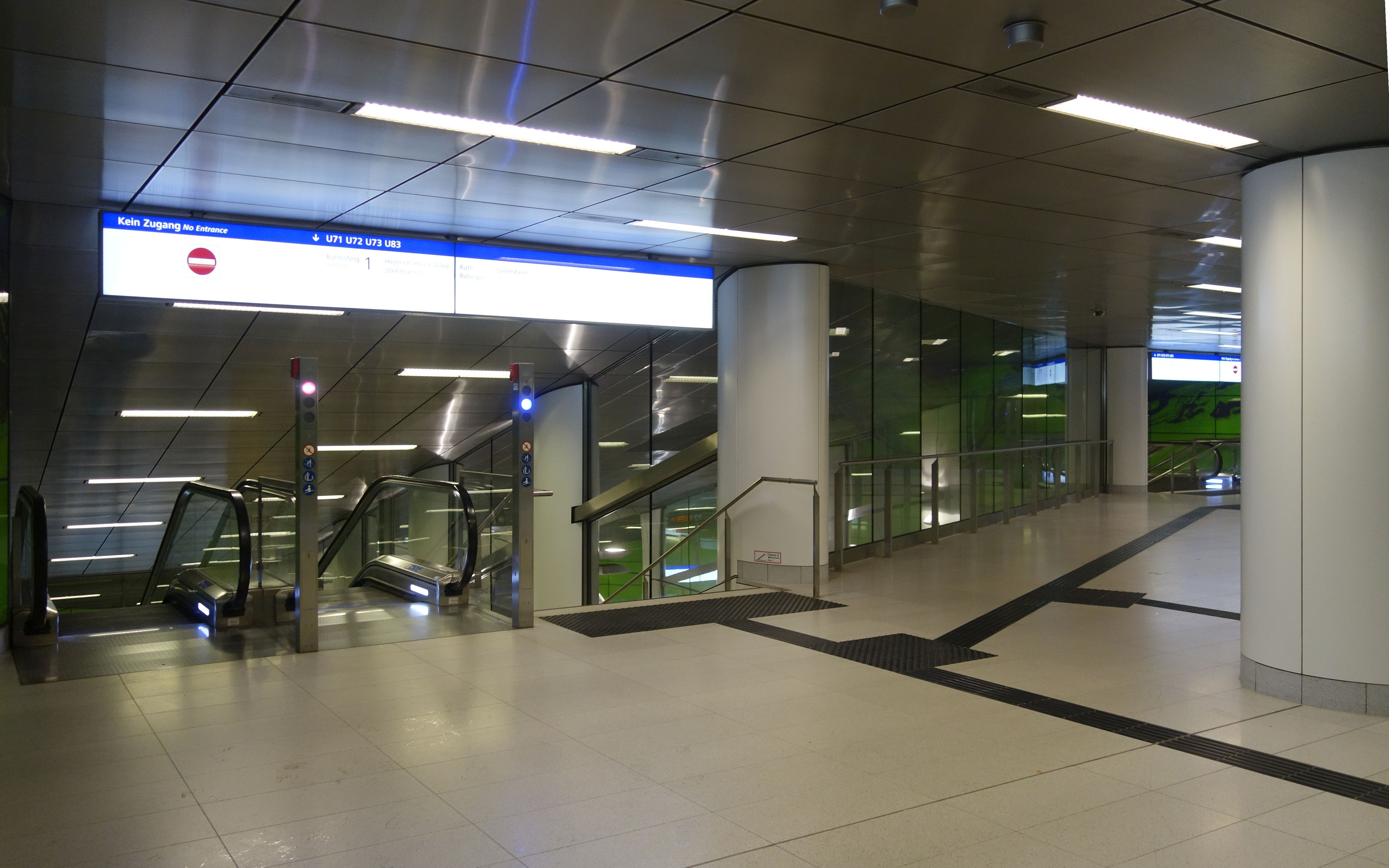
Obergeschoss

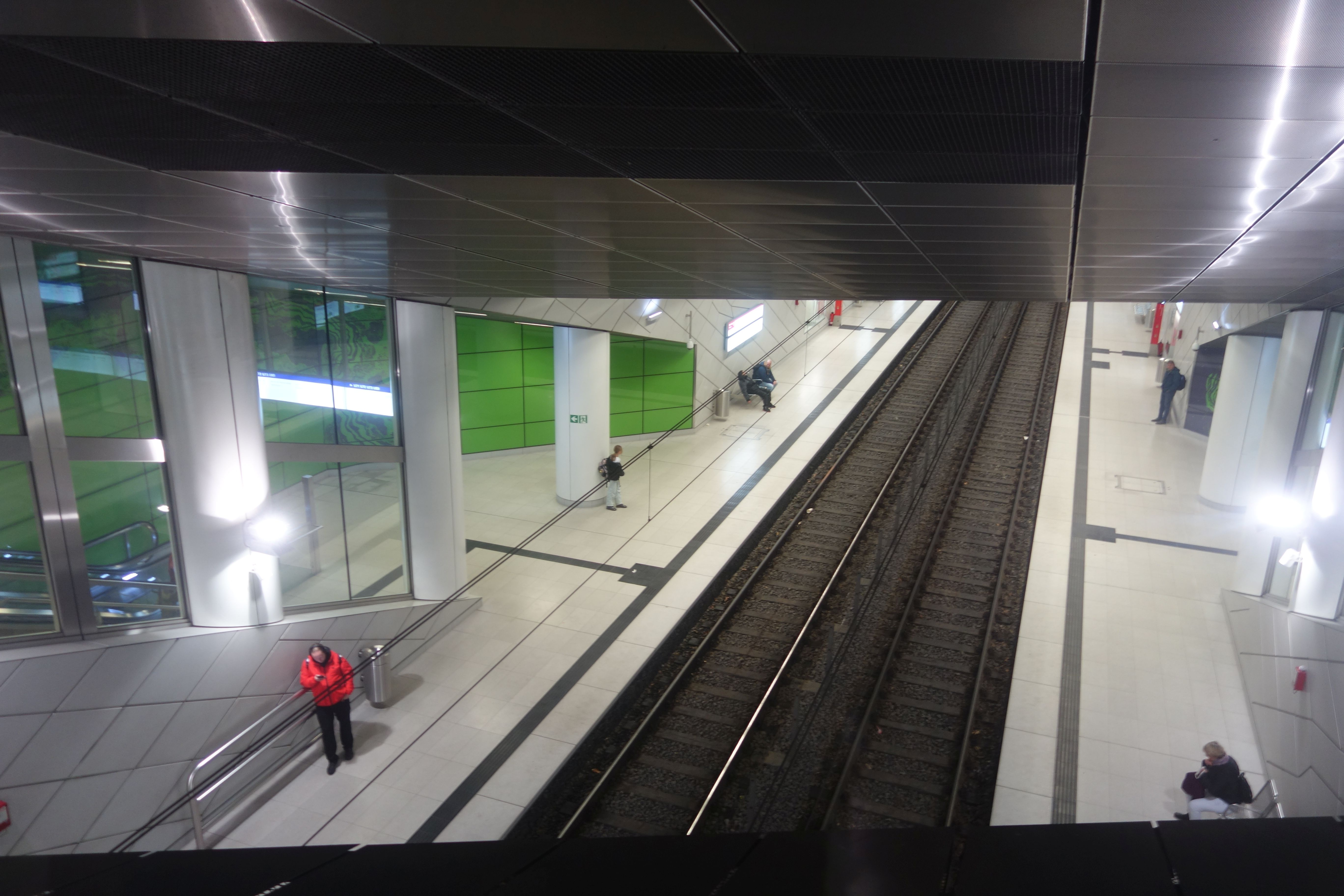
Blick ins Untergeschoss

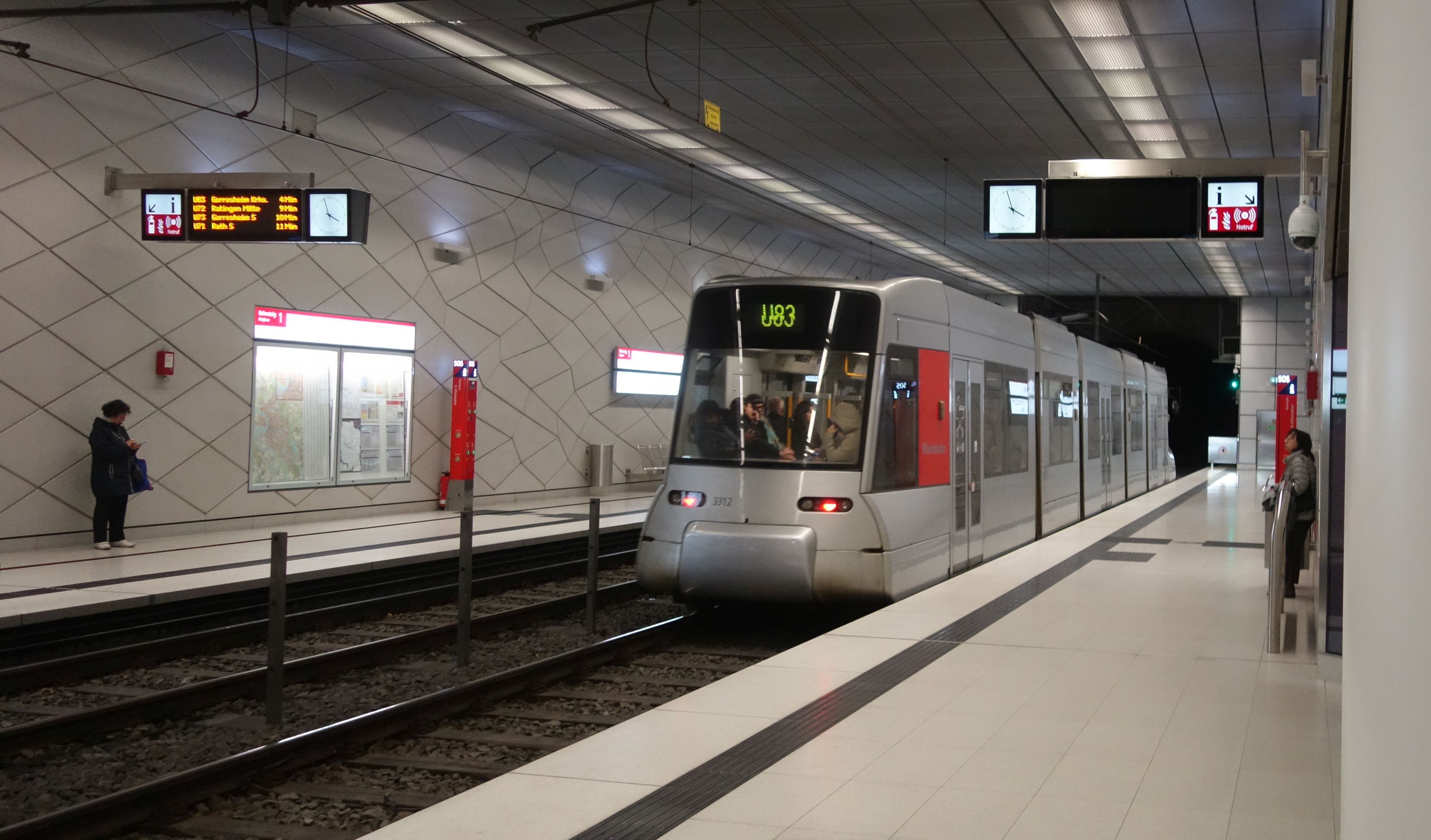
Untergeschoss

Der U-Bahnhof Graf-Adolf-Platz (Abkürzung: Gap) ist eine Station der Düsseldorfer Stadtbahn. Sie liegt im Verlauf der dritten Stammstrecke, der sogenannten Wehrhahn-Linie, im Stadtteil Unterbilk der nordrhein-westfälischen Landeshauptstadt Düsseldorf. Die Vorarbeiten für den Bau des neuen U-Bahnhofs begannen im Jahr 2008. Dabei kam für den Rohbau die Deckelbauweise als Bauverfahren zur Anwendung. Die Eröffnung erfolgte am 20. Februar 2016, und der Linienbetrieb wurde am darauffolgenden Tag aufgenommen.

## Lage
Der U-Bahnhof wurde an einer zentralen Stelle in der Düsseldorfer Innenstadt errichtet. Er liegt unter dem westlichen Ende des Graf-Adolf-Platzes. Dabei folgt der Baukörper dem Verlauf der Elisabethstraße. Der U-Bahnhof liegt 510 m südlich vom U-Bahnhof Benrather Straße und 530 m nördlich vom U-Bahnhof Kirchplatz.

## Geschichte
Durch den Bau der U-Bahn-Linie wurde der Graf-Adolf-Platz, der zu den stark frequentierten Plätzen in Düsseldorf gehört, vom Straßenbahnverkehr aus Nord-Süd-Richtung komplett befreit, da alle fünf Straßenbahnlinien durch die drei U-Bahn-Linien ersetzt wurden. Dadurch wurde die Unabhängigkeit vom Individualverkehr erhöht und die Pünktlichkeit verbessert.
Sollte die Stammstrecke 6 in Richtung Hafen tatsächlich gebaut werden, würde der Bahnhof zum Turmbahnhof umgebaut werden. Allerdings sind bisher keine Bauvorleistungen bekannt.

Baustelle und Rohbau
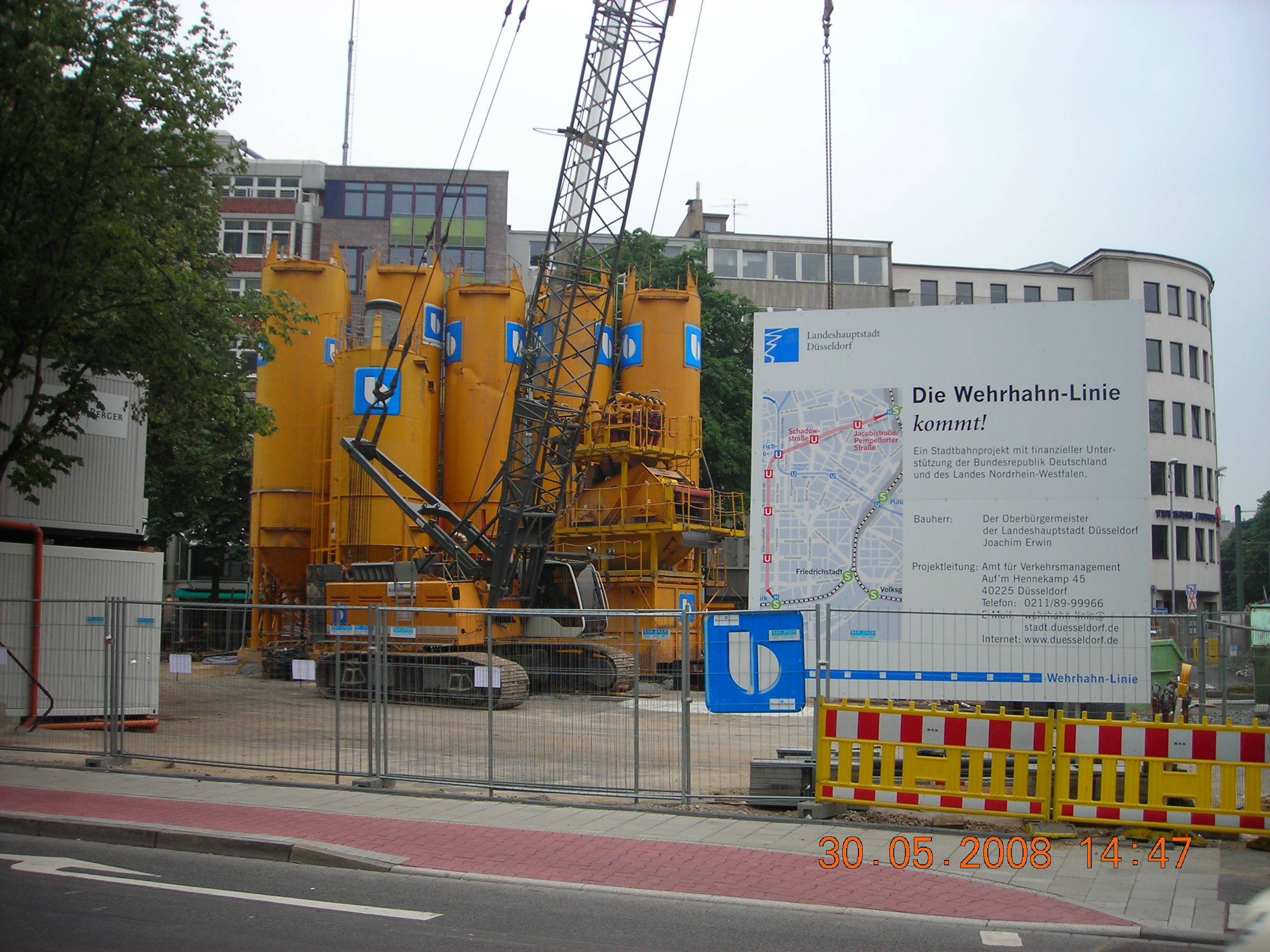
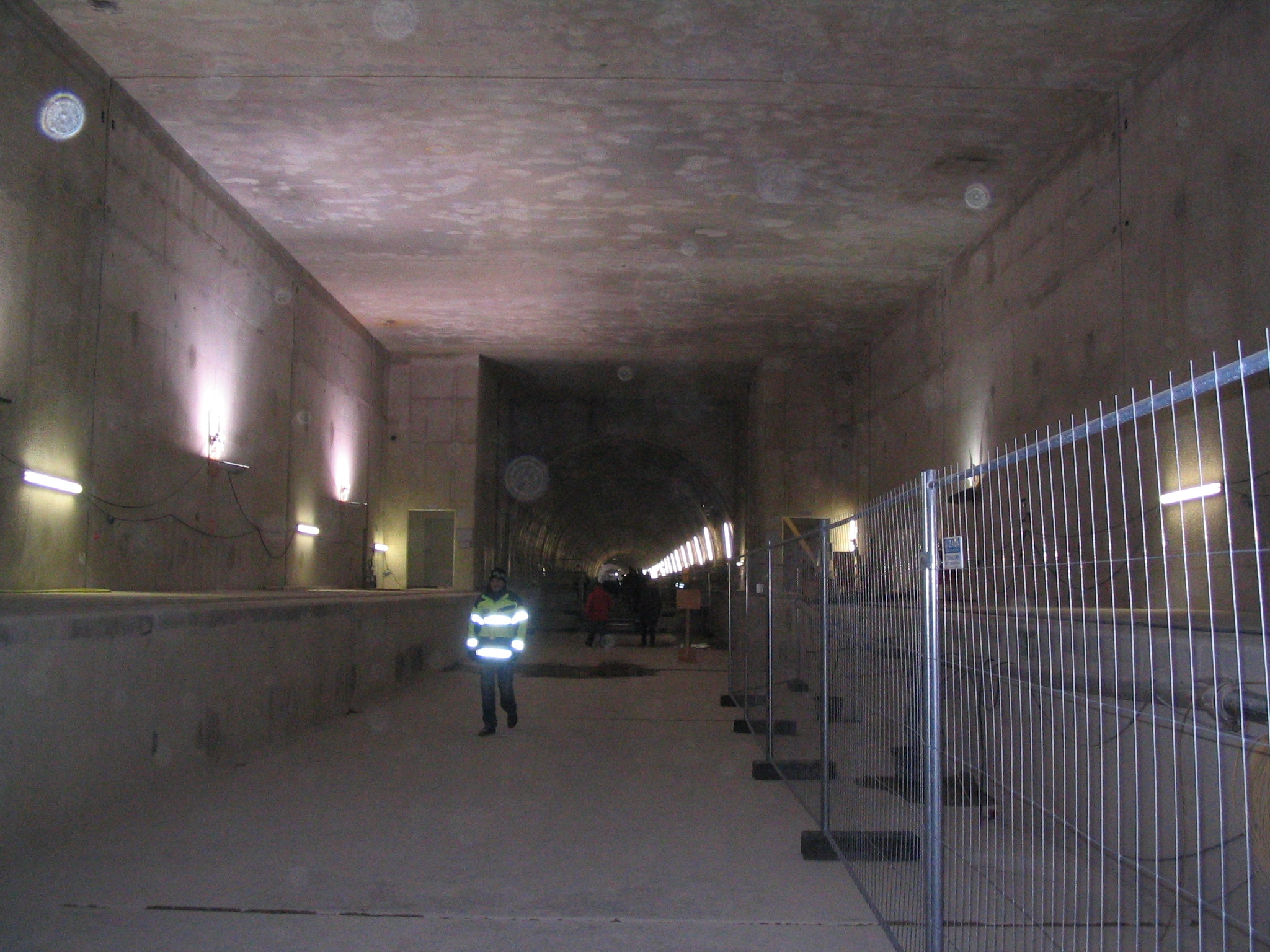

## Bahnhofsanlage
Es stehen zwei Treppenzugänge sowie zwei Aufzüge am Graf-Adolf-Platz zur Verfügung. Ein Zugang besteht im Osten, der durch zwei Rolltreppen sowie eine Festtreppe zugänglich ist. Im westlichen Teil befindet sich ein weiterer Zugang durch eine Festtreppe direkt neben dem Schwanenspiegel. Die zwei Aufzüge liegen an der aktuellen Straßenbahnhaltestelle in Richtung Süden, jeweils einer pro Straßenseite, die direkt zu den Gleisen führen. In der Verteilerebene besteht die Möglichkeit, durch weitere Fahr- sowie Festtreppen zu den Gleisen an den 4,50 Meter breiten und 110 Meter langen Seitenbahnsteigen zu gelangen.
Für die Gestaltung der U-Bahnhöfe der Wehrhahn-Linie wurde im Vorfeld ein Gestaltungswettbewerb durchgeführt. Der U-Bahnhof Graf-Adolf-Platz wurde daher durch den Künstler Manuel Franke gestaltet. Der Name des Projekts ist „Achat“.

## Verkehr
Der U-Bahnhof Graf-Adolf-Platz befindet sich auf der dritten Stammstrecke des Düsseldorfer Stadtbahnnetzes. Seit dem 21. Februar 2016 wird der Bahnhof von alle vier auf dieser Strecke verkehrende Stadtbahnlinien bedient. Die oberirdische Straßenbahnhaltestelle bleibt nur für die in Ost-West-Richtung verkehrenden Linien (Landtag/Kniebrücke – Hauptbahnhof) bestehen.
Über die Linie aus Ratingen werden die Nachbarstadt sowie die nordöstlichen Stadtteile Rath und Grafenberg erreicht. Die in Höhe der Agentur für Arbeit abzweigende Linie bindet den Stadtteil Gerresheim an. In Richtung Altstadt besteht die Verbindung zum Umsteigepunkt Heinrich-Heine-Allee. Außerdem werden die süd- und südöstlich gelegenen Stadtteile Bilk, Volmerswerth, Wersten, Holthausen und Benrath angebunden.
Alle hier verkehrenden Stadtbahnlinien werden von der Düsseldorfer Rheinbahn mit niederflurigen Stadtbahnfahrzeugen des Typs NF8U betrieben.
| Linie | Linienverlauf | Takt   |
| ----- | --- | ------ |
|       | ( D-Rath 1 – Rotdornstraße – D-Rath Mitte – Am Schein – Haeselerstraße – ) Heinrichstraße 2 – Hansaplatz – Grunerstraße – Brehmplatz – Schillerplatz – Uhlandstraße – D-Wehrhahn – U Pempelforter Straße – U Schadowstraße – U Heinrich-Heine-Allee – U Benrather Straße – U Graf-Adolf-Platz – U Kirchplatz – D-Bilk – Suitbertusstraße – Südring – Flehe, Aachener Platz – Volmerswerther Straße – Krahkampweg – D-Volmerswerth, Hellriegelstraße3 Niederflurbetrieb der Rheinbahn; Abschnitt 2–3 dieser Linie gehört zum Düsseldorfer Nachtnetz; Abschnitt 1–2: Betrieb nur Mo–Fr 6–20 Uhr und Sa 9–20 Uhr; Abweichender Takt im Abschnitt 2–3: samstags 0–4 Uhr alle 30 min und 9–20 Uhr alle 10 min sowie sonn- und feiertags 0–4 Uhr und 5–9 Uhr alle 30 min und 13–20 Uhr alle 15 min | 20 min |
|       | Ratingen Mitte – Weststraße – Europaring – Gerhardstraße – Ratingen, Felderhof – D-Hubertushain – Hirschweg – Oberrath – Rather Waldstadion (D-Rath , 400 m) – Rather Broich – Mörsenbroicher Weg – Graf-Recke-Straße – Vautierstraße – Schlüterstraße/Arbeitsagentur – Engerstraße – Lindemannstraße – Uhlandstraße – D-Wehrhahn – U Pempelforter Straße – U Schadowstraße – U Heinrich-Heine-Allee – U Benrather Straße – U Graf-Adolf-Platz – U Kirchplatz – D-Bilk – Karolingerplatz – Auf’m Hennekamp – Uni-Kliniken – Universität Nord/Christophstraße – Südpark – Werstener Dorfstraße – Opladener Straße – Ickerswarder Straße – Elbruchstraße – Holthausen – Niederheid – Am Trippelsberg – Schöne Aussicht – Kappeler Straße – Schloss Benrath – Urdenbacher Allee – D-Benrath – D-Benrath, Betriebshof Niederflurbetrieb der Rheinbahn; Linie gehört zum Düsseldorfer Nachtnetz; Abweichender Takt: So 13–20 Uhr alle 15 min, Mo–Fr 21–23, Sa–So 20–23 Uhr, Sa 6–9 Uhr und So 9–13 Uhr alle 20 min, Sa–So 0–4 Uhr und So 5–9 Uhr alle 30 min | 10 min |
|       | D-Gerresheim – Morper Straße –Hardenbergstraße – Dörpfeldstraße – Schönaustraße – Gerresheim Rathaus – Von-Gahlen-Straße – Friedingstraße – Auf der Hardt/LVR-Klinikum → Vor der Hardt – Pöhlenweg – Staufenplatz – Schlüterstraße/Arbeitsagentur – Engerstraße – Lindemannstraße – Uhlandstraße – D-Wehrhahn – U Pempelforter Straße – U Schadowstraße – U Heinrich-Heine-Allee – U Benrather Straße – U Graf-Adolf-Platz – U Kirchplatz – D-Bilk – Karolingerplatz – Auf’m Hennekamp – Uni-Kliniken – Universität Nord/Christophstraße – Südpark – D-Universität Ost/Botanischer Garten Niederflurbetrieb der Rheinbahn; Linie gehört nicht zum Düsseldorfer Nachtnetz; Abweichender Takt: So 13–20 Uhr alle 15 min, Mo–Fr 21–0 Uhr (ab 29.08.2018, davor 20–0 Uhr), Sa 6–9 Uhr und So 9–13 Uhr alle 20 min, Sa–So 5–9 Uhr alle 30 min | 10 min |
|       | D-Gerresheim, Krankenhaus – Heinrich-Könn-Straße – Auf der Hardt/LVR-Klinikum – Pöhlenweg – Staufenplatz – Schlüterstraße/Arbeitsagentur – Engerstraße – Lindemannstraße – Uhlandstraße – D-Wehrhahn – U Pempelforter Straße – U Schadowstraße – U Heinrich-Heine-Allee – U Benrather Straße – U Graf-Adolf-Platz – U Kirchplatz – D-Bilk – Suitbertusstraße – Südring – Flehe, Aachener Platz – Volmerswerther Straße – Krahkampweg – D-Volmerswerth, Hellriegelstraße Niederflurbetrieb der Rheinbahn; Linie gehört nicht zum Düsseldorfer Nachtnetz Abweichender Takt: Mo–Sa 21–0 Uhr und So alle 30 Minuten | 20 min |

Es gibt die Umsteigemöglichkeit zu folgenden Niederflur-Straßenbahn- und Buslinien:
| Linie | Verlauf |
| ----- | --- |
| 706   | D-Hamm 1 – Hammer Dorfstraße – Hemmersbachweg – Franziusstraße – Unterbilk, Bilker Kirche – Unterbilk, Stadttor – Landtag/Kniebrücke – Graf-Adolf-Platz 2 – Stadtmitte, Berliner Allee – Steinstraße – Stadtmitte, Schadowstraße – Pempelfort, Sternstraße – Marienhospital – Pempelfort, Stockkampstraße3 – D-Zoo – Düsseltal, Brehmplatz – Lindemannstraße – Flingern-Nord, Lindenstraße – D-Flingern – Flingern-Süd, Kettwiger Straße – Oberbilker Markt/Warschauer Straße – Flügelstraße – Kruppstraße – D-Volksgarten – Bilk, Kopernikusstraße4 → Am Steinberg ← Moorenstraße ← Merowingerplatz ← Bilk, Merowingerstraße Betrieb im Standardtakt der Düsseldorfer Straßenbahnen; weitere Haltestellen nur in den Abschnitten 1–2 und 3–4, aber alle Umsteigehaltestellen sind aufgeführt.                                                                             |
| 708   | Mörsenbroich, Heinrichstraße – Düsseltal, Hansaplatz – Grunerstraße – Brehmplatz – Düsseltal, Schillerplatz – Uhlandstraße – Flingern-Nord, Birkenstraße – Stadtmitte, Worringer Platz – Hauptbahnhof – Stresemannplatz – Stadtmitte, Berliner Allee – Graf-Adolf-Platz – Poststraße – Landtag/Kniebrücke – Unterbilk, Polizeipräsidium Mo–Sa 6–21 Uhr alle 20 min, Mo–Sa 21–0 Uhr und So alle 30 min; keine weiteren Haltestellen |
| 709   | Gerresheim, Krankenhaus 1 – Auf der Hardt/LVR-Klinikum – Staufenplatz 2 – Schlüterstraße/Arbeitsagentur – Flingern – Flingern-Nord, Birkenstraße – Stadtmitte, Worringer Platz – Düsseldorf Hbf – Stadtmitte, Berliner Allee3 – Graf-Adolf-Platz – Landtag/Kniebrücke – Unterbilk, Stadttor – Unterbilk, Bilker Kirche – D-Völklinger Straße 4 – Südfriedhof5 – Düsseldorf, Josef-Kardinal-Frings-Brücke – Neuss, Rheinpark-Center Süd – Neuss Stadthalle/Museum6 – Neuss, Markt – Neuss Hbf – Neuss, Theodor-Heuss-Platz7 Betrieb im Standardtakt der Düsseldorfer Straßenbahnen mit folgenden Abweichungen: während der HVZ im Abschnitt 2–5 alle 5 min; Sa 10–20 Uhr im Abschnitt 1–6 alle 10 min und Abschnitt 6–7 kein Betrieb; Mo–So ab 21 Uhr Abschnitt 6–7 alle 30 min; weitere Haltestellen in allen Abschnitten, aber alle Umsteigehaltestellen sind aufgeführt. |
| 726   | Carlstadt, Maxplatz1 → Carlsplatz (Benrather Straße ) → Graf-Adolf-Platz → Poststraße ← Alter Hafen ← Mannesmannufer – Landtag/Kniebrücke – Unterbilk, Stadttor – Rheinturm2 – Franziusstraße3 – Unterbilk, Bilker Kirche – D-Völklinger Straße – Bilk, Bachstraße – Aachener Platz – Flehe – Volmerswerther Deich4 Mo–Fr 6–20 Uhr, Sa 9–20 Uhr und So 11–20 Uhr alle 30 min; täglich 20–23 Uhr 1–2 Fahrten pro Stunde; Mo–Sa vor 11 Uhr wird nur der Abschnitt 3–4 bedient; weitere Haltestellen nur im Abschnitt 2–4; alle Umsteigehaltestellen sind aber aufgeführt. |
| NE 7  | Linie betreibt ein anderes Unternehmen oder ist zurzeit nicht in Betrieb |
| SB 85 | Düsseldorf Hbf – Graf-Adolf-Platz – Gewerbegebiet Zülpicher Straße – Heerdt, Handweiser – Neuss, Römerstr. – Viersener Straße – Neusserfurth Während der HVZ alle 30 min; Mo–Sa tagsüber alle 60 min; keine weiteren Haltestellen |

## Weiterführende Informationen

Logo der Stadtbahn Rhein-Ruhr